# 馬加斯 (昔蘭尼)
馬加斯，昔蘭尼的國王（統治期間：前276年－前250年），昔蘭尼在今天的利比亞境內。他是貝勒尼基一世在第一次婚姻中與馬其頓貴族腓力所生的兒子，他還有一個姊妹安提戈涅嫁給伊庇魯斯的皮洛士為妻。之後貝勒尼基與托勒密一世結婚，馬加斯作為托勒密的繼子統治昔蘭尼。他同母異父的兄弟托勒密二世統治期間，馬加斯為了昔蘭尼的獨立與埃及托勒密王朝對抗。

## 統治
馬加斯因為母親的關係當上昔蘭尼的總督。在托勒密一世逝世後，馬加斯嘗試在好幾個機會中把昔蘭尼從托勒密王國獨立，然而直到前276左右年才成功，並自立為國王。
馬加斯與塞琉古帝國安條克一世的女兒阿帕瑪結婚，利用這層婚姻關係與塞琉古結盟，並協議入侵埃及。在前274年第一次敘利亞戰爭爆發，當安條克一世入侵托勒密王國的巴勒斯坦時，馬加斯準備從西邊攻擊他同母異父的兄弟托勒密二世，但內部因利比亞游牧部落馬爾馬里卡人（Marmaridae）叛亂而作罷，最後安條克一世被托勒密二世的軍隊擊敗。馬加斯最終一直保持昔蘭尼獨立，直到前250年左右逝世後不久，昔蘭尼王國遭到托勒密王國併吞。

## 與印度的關連
馬加斯在阿育王敕令中被提到他是其中一位因印度孔雀王朝阿育王的佛教傳教士而改變信仰的希臘國王之一，然而沒有一份西方文獻記載這件事情。 
在馬加斯統治昔蘭尼期間，昔蘭尼哲學家赫格西亞有時被認為受到阿育王的佛教傳教士所帶來的佛教思想影響。

## 家庭
馬加斯與阿帕瑪有一個女兒貝勒尼基二世，是他們僅有的孩子。

## 腳注
1. ↑  "The philosopher Hegesias of Cyrene (nicknamed Peisithanatos, "The advocate of death") was contemporary of Magas and was probably influenced by the teachings of the Buddhist missionaries to Cyrene and Alexandria. His influence was such that he was ultimately prohibited to teach." Jean-Marie Lafont, INALCO in "Les Dossiers d'Archéologie", No254, p.78

## 關聯
- 昔蘭尼國王列表

| 馬加斯 (昔蘭尼) 出生于：？逝世於：前250年 | 馬加斯 (昔蘭尼) 出生于：？逝世於：前250年 | 馬加斯 (昔蘭尼) 出生于：？逝世於：前250年 |
| 統治者頭銜                                | 統治者頭銜                                | 統治者頭銜                                |
| ----------------------------------------- | ----------------------------------------- | ----------------------------------------- |
| 空缺上一位持有相同頭銜者：阿塞西勞斯四世  | 昔蘭尼國王 前276年－前250年               | 繼任者： 德米特里                         |